# José Luis Ramírez Sorribes
José Luis Ramírez Sorribes (Castelló de la Plana, 20 de desembre de 1964) és un polític valencià, diputat en la IV, V i VI legislatures.

## Biografia
Es llicencià en dret i ciències econòmiques a la Universitat Pontifícia de Comillas, i de 1994 a 1995 fou professor a la Universitat Jaume I. Deixà les aules quan fou elegit diputat a les eleccions a les Corts Valencianes de 1995, 1999 i 2003. De 1995 a 1999 fou nomenat Director General d'Indústria i Energia de la Generalitat Valenciana, i de 1999 a 2003 vicepresident de la Comissió d'Economia, Pressupostos i Hisenda de les Corts Valencianes. En desembre de 2003 fou objecte d'una polèmica a causa de l'adjudicació per part del president de la Diputació de Castelló, Carlos Fabra Carreras, a l'empresa de neteja RASA, presidida pel pare de Ramírez Sorribes i en la que ell mateix hi participa, dels contractes de neteja d'Apartahoteles La Coma, complex urbanístic adscrit a Marina d'Or. També es destacà el fet que només en 2003 RASA havia rebut de la Diputació de Castelló dos milions d'euros. En març de 2004 renuncià al seu escó a les Corts Valencianes.